# Silvano Bustos
Pour les articles homonymes, voir Bustos.
Silvano Bustos, né le 6 septembre 1966, à Durmersheim, en Allemagne de l'Ouest, est un ancien joueur de basket-ball espagnol. Il évolue au poste de pivot.

## Palmarès
3e du championnat d'Europe 1991